# کیسبرگ (ایلینوی)
کیسبرگ، ایلینوی (به انگلیسی: Keithsburg, Illinois) یک شهر در ایالات متحده آمریکا با جمعیت ۶۰۹ نفر است که در ایلی‌نوی واقع شده‌است.